# Rhopalomyia shevczenkoi
Rhopalomyia shevczenkoi är en tvåvingeart som beskrevs av Fedotova 1999. Rhopalomyia shevczenkoi ingår i släktet Rhopalomyia och familjen gallmyggor. Inga underarter finns listade i Catalogue of Life.